# هنر هخامنشی

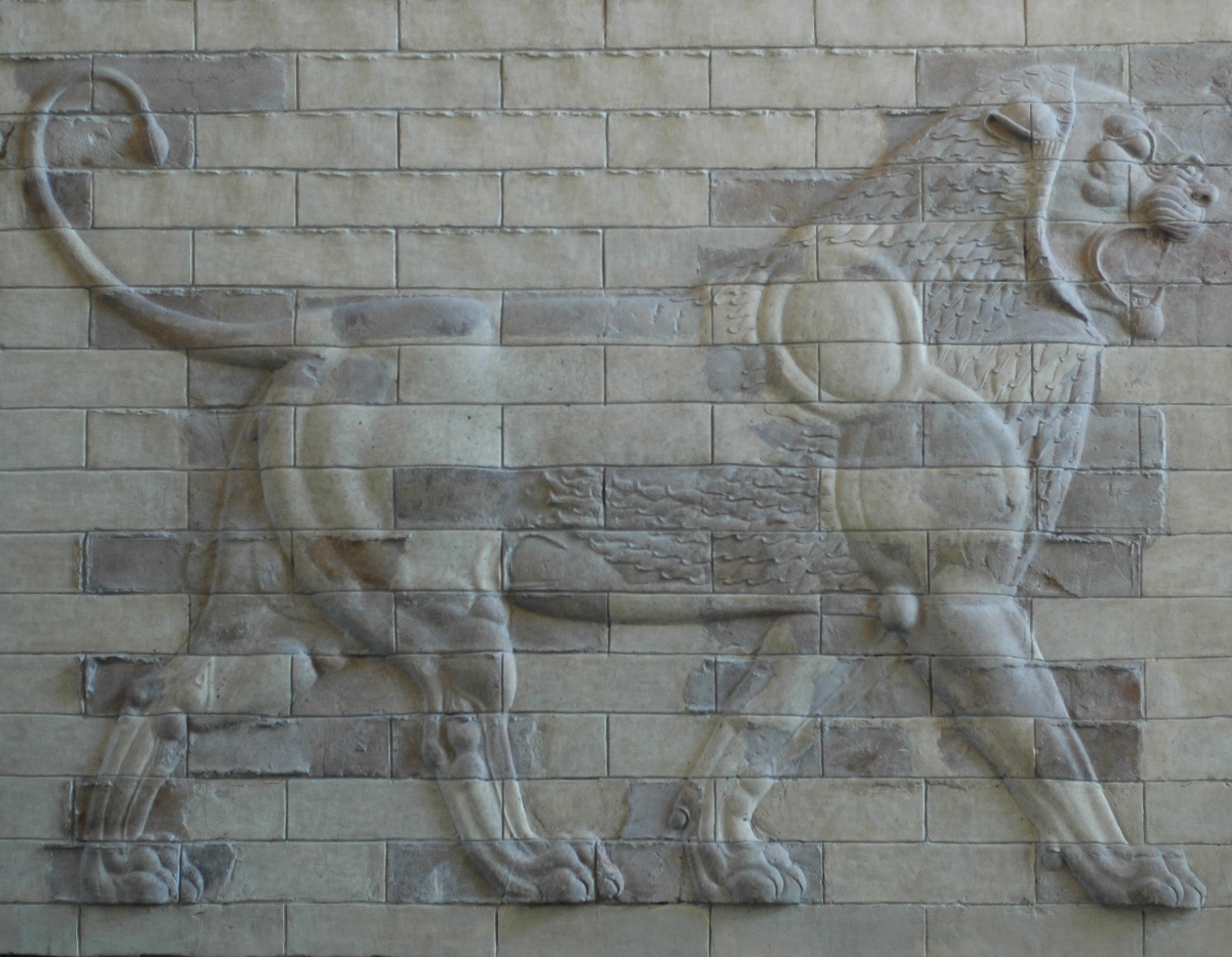
نقش شیر کاخ آپادانای شوش یکی از آثار باستانی متعلق به دوران هخامنشیان، داریوش بزرگ است. آجرهای این اثر از آجرهای قالبی ساخته شده‌است. نقش برجستهٔ آجری شیر کاخ آپادانای شوش در کاخ داریوش بزرگ واقع در شوش قرار دارد. این اثر متعلق به ۵۱۰ سال پیش از میلاد است. این دیواره در موزهٔ لوور نگهداری می‌شود.

هنر هخامنشی بر مبنای هنرهای اقوام تابعه و سنن هنری پیشین آغاز و به هنری ترکیبی تبدیل شد. به عنوان نمونه، هنر به‌کار رفته در تخت جمشید از هنر بابل، آشور، مصر و شهرهای یونانی آسیای کوچک برگرفته شده، ساختن عمارات روی بلندی‌ها یا تپه‌های مصنوعی و دادن پله‌ها از دو طرف و صورت‌سازی‌ها در درگاه‌ها و پله‌ها تقلید از آشور است، استفاده از خشت و آجر در ساخت دیوارها از بابل، پی عمارات و ستون‌ها و پله‌ها از سنگ است و به همین جهت به ستون‌ها و تعداد آن‌ها اهمیت زیاد دادند و این برداشتی است از هی پوستیل معابد مصری که بعد از فتح مصر کردند. همچنین نفوذ هنر مصری در تزئینات بالای شاه‌نشین‌ها و درگاه‌ها نیز مشاهده می‌شود و نیز در مقابری که داریوش بزرگ و سایر شاهان هخامنشی در کوه کندند حجاری‌هایی یافته‌اند که به عقیدهٔ باستان‌شناسان شیوهٔ آن از معابد زیرزمینی مصری است که سال‌ها پیش از تشکیل هخامنشیان ساخته شده‌ است اما به تناسب اختلاف مذهب در آن‌ها تغییرات اندکی وجود دارد.
هنر هخامنشی با وجود برگرفته‌های فراوان، ویژگیهایی هم دارد. اول این‌که تناسبی بین شیوه‌های مختلف در موقع ترکیب آن‌ها ایجاد کردند. دوم عظمت و بزرگی بناها که در جهان کم‌مانند است؛ و سوم فزونی تجمل و تزئینات عمارات است که دلیل آن این است که صنعتگران برای شاهان کار می‌کردند و صرفه‌جویی در هزینه‌ها نبوده است.
از سوی دیگر در آثار هنری این دوره کتیبه‌هایی مانند کتیبه‌های درگاه‌های سنگی و شال ستون‌های کاخ داریوش آپادانا و کتیبه‌های ظروف سیمین و زرین این زمان نیز نمایشگر هنری یک‌پارچه هستند.
همچنین یک بشقاب سیمین موجود در موزهٔ رضا عباسی همراه دستوری که روی آن نوشته شده، به‌ خوبی نحوهٔ صدور فرمان تولید اشیاء هنری و مکان استفاده از آن را در دربار هخامنشی دارد که نشان از هنری منسجم در این دوران دارد.
هنر هخامنشی نماد همهٔ هنرهای جهان باستان بود و طرح و هدف‌ها و هویت آن خرجی بود، و اجزاء آن از هنرهای مردم باتجربهٔ جهان کهن یعنی آشوریان، مصریان، اورارتوییان، بابلیان، لیدیان، ایونیان، هندوان، سکائیان و غیره گرفته شده بود.

## موسیقی در دوران هخامنشی

### موسیقی مذهبی
بر اساس نوشته‌های هرودوت تاریخ‌نگار یونانی ساکن ایران، مغان هخامنشی بدون همراهی ساز با نای سرودهای مذهبی می‌خواندند و از این نظر، مثل سرودخوانان بابلی و آشوری است.
مسئولیت اجرای سرودهای مذهبی با موبدان بوده و به قول استرابون دانشمند یونانی این نغمه‌ها منحصر به مفاخر پهلوانی و مناجات با یزدان بوده‌ است. هرودوت همچنین می‌نویسد:
ایرانیان برای قربانی در راه خداوند و مقدسات خود، کشتارگاه و آتشکده ندارند و بر قبور مردگان شراب نمی‌پاشند. در عوض یکی از پیشوایان مذهبی حاضر می‌شود و یکی از سرودهای مذهبی را می‌خواند. 

### موسیقی رزمی
در دوران هخامنشی موسیقی نوع دیگری هم موجود بوده‌ است؛ که به دلیل جنگ‌های پی‌درپی و جنگجو بودن هخامنشی‌ها رونق گرفت؛ یعنی موسیقی رزمی یا جنگی، گزنفون دیگر تاریخ‌نگار
```
یونانی در کتاب 
کوروش‌نامه
 می‌نویسد:
```

کورش بزرگ به عادت دیرینه، در موقع حمله به ارتش آشور سرودی را آغاز کرد و سپاهیان او با صدای بلند آن را خواندند و بعد از پایان سرود، جنگجویان با قدم‌های مساوی و منظم به راه افتادند. کوروش در وقت حمله به دشمن سرود جنگی را آغاز کرد و سپاهیان با او هماهنگ شدند.
کورش برای حرکت سپاه دستور داد سربازان با شنیدن صدای شیپور قدم بردارند و حرکت کنند، زیرا صدای شیپور علامت حرکت است.
این سروده‌ها برای برانگیختن حس جنگجویی و هماهنگی اجرا می‌شد و گزنفون در جایی دیگر می‌گوید:
کورش از کشته شدن سربازان تپوری و تالشی اندوهگین شد و برای مرگ سربازان مازندرانی و تالشی سرودی خواند و این همان سرودی است که در ادوار بعد در مراسم موسوم به 'مرگ سیاوش' نیز خوانده می‌شد.
این مراسم هنوز هم در بین بسیاری از طوایف ایرانی وجود دارد و به‌نام سوگ سیاوشان یا سووشون معروف است. در دوران هخامنشی سازهایی مانند کرنا، نی، شیپور، کوس (نوعی ساز ضربی)، درای و سنج که از میانرودان آمده بود استفاده می‌شد. در سال ۱۳۳۶ هجری خورشیدی در کاوش‌های تخت جمشید در اطراف آرامگاه اردشیر سوم هخامنشی، یک شیپور مسی به طول ۱۲۰ سانتی‌متر به دست آمد که شبیه کرنای است. قطر دهنهٔ آن ۵۰ سانتی‌متر و جزو سازهای جنگی محسوب می‌شود.

### موسیقی مجلسی
موسیقی مجلسی یا آوازهای فراغت، سرودهای شادی و سرور، در جلسات بزم به‌ کار می‌رفت و سازهای ویژه و شیوهٔ اجرای خاص خود را داشت. گزنفون و هرودوت هر دو از این نوع موسیقی نام برده‌اند و دیگر تاریخ‌نگار یونانی آتنه در این باره نوشته‌ است که:
در جشن مهرگان که در حضور شاهنشاه هخامنشی برگزار می‌شد، نوازندگان و خوانندگان با اجرای برنامه‌هایی در مجلس شرکت می‌کردند و خوانندگان و نوازندگان در آن جشن‌ها سهم اساسی داشتند.
هرودوت از وجود تعداد زیادی موسیقی‌دان در زمان هخامنشی یاد می‌کند و می‌نویسد که آن‌ها در دربار نیز زندگی می‌کردند و در روزهای جشن همچون مهرگان، سده، نوروز و دیگر مراسم‌ها به دربار خوانده می‌شدند و شادی و سرور برپا می‌کردند.
گزنفون نیز می‌نویسد:
کورش برای کیاخسار تعدادی از موسیقی‌دان‌ها را برگزید… اسکندر مقدونی از خزانهٔ کورش ۳۲۰ فقره اسب و آلات موسیقی را به‌دست آورد…
همچنین در سفرنامهٔ فیثاغورث نیز به مراسم تاج‌گذاری داریوش اشاره شده‌ است:
حدود ۳۶۰ دختر خنیاگر (نوازنده یا خواننده) به آوازخوانی و نوازندگی می‌پرداختند.

## گستردگی و ویژگی‌های کلی

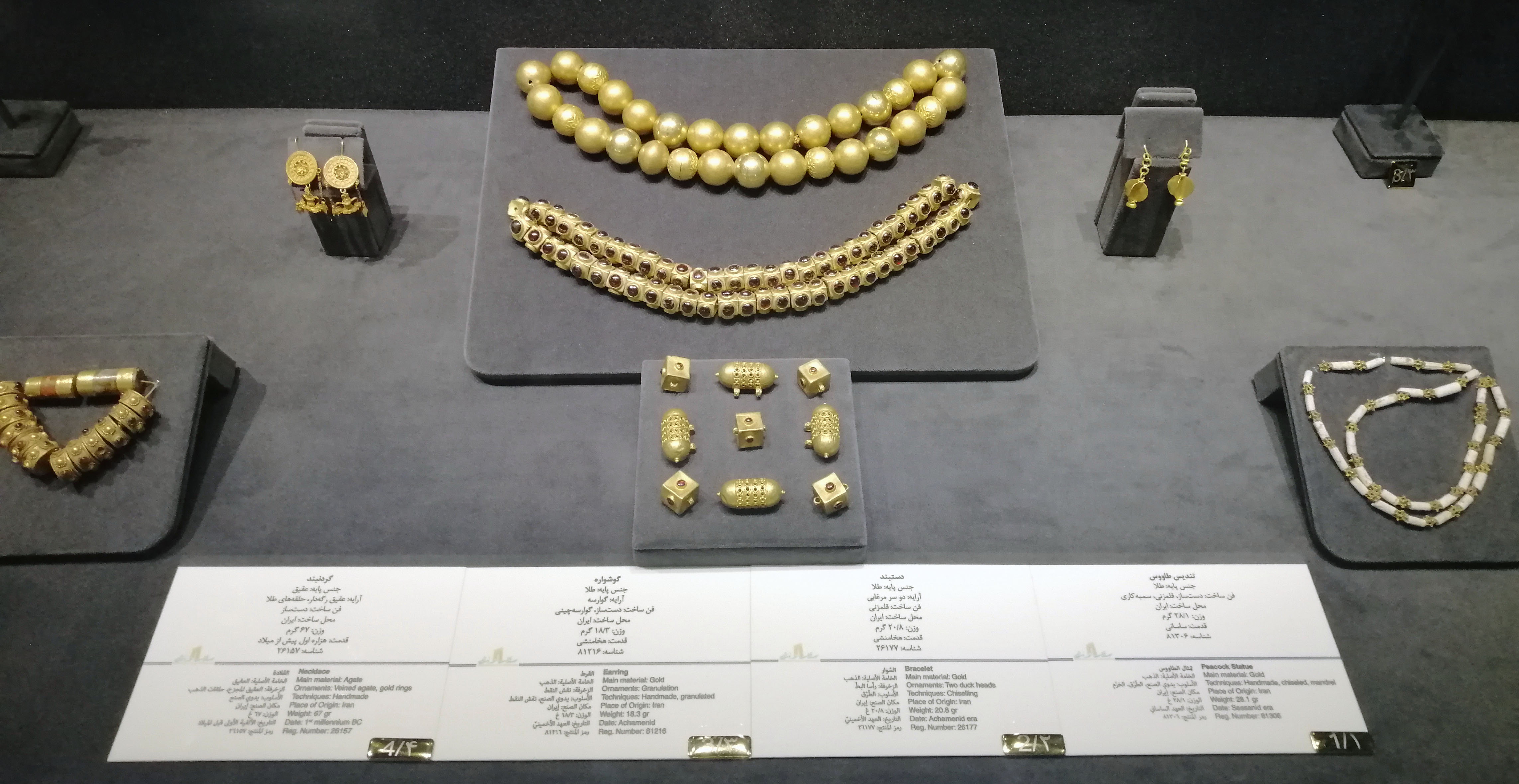
جواهرات ساخته شده در دورهٔ هخامنشی در موزهٔ دفینه

هنر هخامنشی ناب‌ترین فرم هنر خاورمیانهٔ باستان و اوج آن بوده است. همچنین دوران هخامنشی نمایندهٔ بالاترین درجهٔ قدرت سیاسی است که ایرانیان در طول تاریخ به آن رسیده‌اند. پس از آن، ایرانیان هرگز همان درجهٔ چیرگی را بر مردم آسیای غربی و مناطقی از شمال آفریقا اعمال نکردند. دورانی که هنر هخامنشی نیز به واسطهٔ این قدرت سیاسی، گسترش یافت.